# NHK教育テレビジョン番組一覧
- 日本放送協会 > NHK教育テレビジョン > NHK教育テレビジョン番組一覧

NHK教育テレビジョン番組一覧（エヌエイチケイきょういくテレビジョンばんぐみいちらん）では、日本放送協会（NHK）で放送されたテレビ番組のうち、アナログ・デジタルを問わずNHK教育テレビジョン（NHK E・Eテレ）で放送中、もしくは過去に放送された番組を列挙する。

## 概説
日中と夜間は、デジタル教育テレビのサブチャンネルで一部分割放送（マルチ編成）が行われる（分割放送はハイビジョンでなく標準画質での放送となっているがワイドサイズで放送されている番組はハイビジョン放送である）。また、後述に挙げる番組でもBSデジタル放送の旧BS1と旧BS2で放送される際もハイビジョン制作の番組は原則的に16:9のサイズで放送されていた（BSでの難視聴対策放送は2011年3月31日で終了）。
なお、近年はNHK関連団体（教育・教養番組についてはNHKエデュケーショナル、その他トークやアニメーションなど一部番組はNHKエンタープライズ）、あるいは外部の制作プロダクションと共同制作という形を取って放映している番組が増えつつある。
番組終了時には原則的に「終（おわり） 制作・著作/NHK」と表示されるが、2021年度（2021年3月29日以降）より、長年続いていた「終（おわり）」の部分が廃止された（一部例外あり）。

### 学校放送
平日の午前（特に9時台）に放送されている番組は、祝日だと、特別番組の放送のために休止になることが多い。2021年度までは、夏休み・冬休み・春休みの期間中に『（夏・冬・春）のテレビクラブ』と題して、それぞれの学期間の放送分を集中して再放送していたほか、テレビクラブシーズンだけのオリジナル特番も放送されていた。

### 共通凡例
- G：総合テレビで放送される番組
- BS：BSあるいはBSプレミアム4Kで放送される番組（Eテレでの放送が再放送の番組も含む）
- ★：TVerで見逃し配信を実施している番組（TVer配信ラインナップ 曜日順も参照）

## 幼児・こども

### 放送中
- 天才てれびくん（1993年4月5日 - ）
- ビットワールド（2007年4月6日 - ）
- Eテレキッズ（2010年3月29日 - ）
- 大科学実験（2010年3月31日 - ）
- Eテレタイムマシン（2023年4月7日 - ）

### 放送終了
- 幼稚園・保育所の時間（1960年4月4日 - 2011年3月26日）
- うたのえほん（1961年4月3日 - 1962年4月2日）
- セサミストリート（1972年4月9日 - 2004年4月3日）
- ジュニア・文化シリーズ（1980年4月7日 - 1982年4月2日）
- ジュニア大全科（1982年4月5日 - 1985年3月15日）
- 母と子のテレビタイム（1990年4月2日 - 1999年4月4日）
- 6時だ!ETV（1992年4月6日 - 1993年4月4日）
- 天才てれびくん（1993年4月5日 - 1999年4月2日） → 天才てれびくんワイド（1999年4月5日 - 2003年4月3日）→ 天才てれびくんMAX（2003年4月7日 - 2011年4月7日） → 大!天才てれびくん（2011年4月11日 - 2014年3月27日）→Let's天才てれびくん（2014年3月31日 - 2017年3月30日）→天才てれびくんYOU（2017年4月3日 - 2020年4月2日）→天才てれびくんhello,（2020年4月6日 - 2023年3月29日）
- 天才ビットくん→天才てれびくんMAX ビットワールド → ビットワールド
- ユメディア号こども塾（1995年4月8日 - 1998年4月4日）
- やってみようなんでも実験（1995年4月8日 - 2001年3月23日）
- NHKジュニアスペシャル（1998年4月11日 - 2000年3月11日，2003年4月12日 - 2006年3月19日）
- あつまれ!わんパーク（1999年4月5日 - 2010年3月26日）
- みんなの広場だ!わんパーク（2000年4月8日 - 2003年4月6日）
- 週末キッズタイム（2002年4月6日 - 2007年3月31日）
- 科学大好き土よう塾（2002年4月6日 - 2009年3月21日）
- セサミえいごワールド（2001年4月7日 - 2004年4月3日）
- 金曜かきこみTV（2003年4月11日 - 2007年3月16日）
- 夢りんりん丸（2003年4月20日 - 2005年4月3日）
- ぐっとくるサンデー（2004年4月18日 - 2005年3月20日）
- どようこどもSP（2007年4月 - 2010年3月）
- 土曜かきこみTV（2007年4月7日 - 2008年3月22日）
- ヒミツのちからんど（2008年4月5日 - 2011年3月26日）
- Eダンスアカデミー（2013年4月5日 - 2022年3月26日）
- わらたまドッカ〜ン(2017年4月3日 - 2025年3月27日)
- オドモTV（2018年4月7日 - 2021年3月27日）
- ぼくドコ（2021年4月5日 - 2023年2月13日）
- NHKこどもミュージカル
- 人形劇
  - サンダーバード（2003年4月13日 - 2004年7月8日）
  - 連続人形活劇 新・三銃士（2009年10月12日 - 2010年5月28日）

## 学校放送

### 放送中
- NHK高校講座（1990年4月2日 - ）
- 10min.ボックス（1997年4月8日 - ）
- NHK for School（2011年4月4日 - ）
- アクティブ10（2018年9月28日 - ）
- 出川哲朗のクイズほぉ〜スクール（2021年3月29日 - ）

### 放送終了
- 学校放送（1959年1月12日 - 2011年4月1日）
- 高等学校の時間
- 中学校特別シリーズ（1980年4月11日 - 1990年3月）
- 高等学校特別シリーズ（1981年4月13日 - 1990年3月）
- ステップ&ジャンプ（1990年4月4日 - 1997年3月25日）
- 中学・高校アワー（1990年4月6日 - 1992年3月25日）
- スクール五輪の書（1997年4月8日 - 2000年4月7日）
- 学校放送羅針盤（1998年4月4日 - 2004年3月29日）
- ティーンズTV（2000年4月10日 - 2009年3月30日）
- 学校デジタルライブラリー（2004年4月6日 - 2008年9月29日）

## アニメ

### 放送中
- おじゃる丸
- はなかっぱ
- うっかりペネロペ
- プチプチアニメ
- オトッペ
- ざんねんないきもの事典
- 忍たま乱太郎
- おさるのジョージ
- おしりたんてい
- ふしぎ駄菓子屋 銭天堂
- きかんしゃトーマス
- スポンジ・ボブ
- ミニアニメ
- 青のオーケストラ
- ボトスファミリー
- チキップダンサーズ
- かいじゅうステップ ワンダバダ
- のりものまん モービルランドのカークン
- オチビサン
- ひつじのショーン

### 放送終了
- キャラとおたまじゃくし島（2018年3月30日 - 2021年3月27日）
- アニメ宝箱（1996年12月31日 - 2006年12月31日） - 年末年始、アニメのスペシャル番組

## 国内ドラマ
- 創作劇場（1961年4月8日 - 1964年4月4日）
- 中学生日記（1990年4月5日 - 2012年3月16日） - 名古屋放送局制作、本放送は2003年に総合テレビから移設。
- クラインの壺（1996年3月18日 - 1996年3月29日）
- ドラマ愛の詩（1999年4月10日 - 2005年3月8日）
- 夕陽ヶ丘の探偵団（2007年12月29日 - 2007年12月31日）
- アルマの伝説〜君の知らない犬物語〜（2010年12月13日 - 2010年12月16日）

## 海外ドラマ

### 放送中
- スーパーヒーローアカデミー

### 放送終了
- 弁護士プレストン（1962年4月8日 - 1966年4月3日）

## 若者

### 放送中
- 沼にハマってきいてみた（2018年10月1日 - ）

### 放送終了
- 世界うたの旅（1959年1月12日 - 3月30日）
- たこから航空機まで（1959年1月13日 - 3月31日）
- 江戸のころ（1959年1月14日 - 4月1日）
- 君も考える（1959年1月16日 - 1962年3月30日）
- 音楽の窓（1959年4月6日 - 1960年3月28日）
- 東海道むかしむかし（1959年4月8日 - 6月24日）
- 京都千年（1959年7月1日 - 9月30日）
- 人間の歩み（1959年10月7日 - 1960年3月30日）
- 青年の歩み（1960年1月4日 - 1962年3月30日）
- 若い広場（1962年4月8日 - 1966年4月2日，1969年4月13日 - 1982年4月4日）
- 話し方教室（1963年 - 1966年4月3日）
- われら10代（1963年4月7日 - 1966年4月3日）
- 若い世代（1966年4月10日 - 1969年4月6日）
- YOU（1982年4月10日 - 1987年4月4日）
- 土曜倶楽部（1987年4月11日 - 1990年3月17日）
- ファイト!（1992年4月4日 - 1994年4月2日）
- ソリトン 金の斧銀の斧（1994年4月9日 - 1995年4月1日）
- ソリトン 野望山馳参寺!（1994年4月10日 - 1995年3月26日）
- 土曜ソリトン SIDE-B（1995年4月8日 - 1996年3月23日）
- 日曜ソリトン 夢ときどき晴れ!（1995年4月9日 - 1996年3月17日）
- 少年少女プロジェクト特集（1998年4月25日 - 2000年11月25日）
- YOU&ME ふたり（1999年4月10日 - 2000年3月31日）
- 未来への教室（2000年4月1日 - 2003年3月22日）
- 真剣10代しゃべり場（2000年4月8日 - 2006年3月31日）
- トップランナー（2003年4月10日 - 2009年3月22日）
- 一期一会 キミにききたい!（2006年4月7日 - 2009年3月28日）
- 青春リアル（2009年4月4日 - 2013年3月30日）
- デジスタプチ劇場
- デジスタ・ティーンズ（2010年3月31日 - 2012年3月28日）
- テストの花道（2010年3月29日 - 2014年3月17日）
- Rの法則（2011年3月30日 - 2018年4月24日）
- スクールライブショー
- オトナへのトビラTV（2012年4月5日 - 2015年3月26日）
- 東北発☆未来塾（2012年4月6日 - 2017年3月20日）
- ティーンズプロジェクト フレ☆フレ（2012年4月6日 - 2014年3月22日）
- バリューの真実（2022年4月5日 - 2024年3月26日）
- ワルイコあつまれ（2022年4月9日 - 2025年3月15日）

## バラエティー

### 放送終了
- 青山ワンセグ開発（2010年4月10日 - 2015年3月27日）
- 名作ホスピタル（2011年4月1日 - 2014年3月29日）
- Eテレ・ジャッジ（2015年3月31日 - 2016年3月22日）

## 音楽

### 放送中
- みんなのうた（1963年10月7日 - ）
- 名曲アルバム（1976年4月5日 - ）
- クラシック音楽館（2013年4月7日 - ）
- ヒャダ×体育のワンルーム☆ミュージック（2021年1月3日 - ）
- クラシックTV（2021年4月1日 - ）
- NHK全国学校音楽コンクール

### 放送終了
- 歌謡曲
  - 地球は歌う（2001年4月7日 - 2007年3月30日）
  - ミュージック・ポートレイト（2011年7月16日 - 2017年2月23日）
  - 〈NHK〉2020応援ソングプロジェクト「パプリカ」（2019年4月1日 - ）
  - “シュガー&シュガー”サカナクションの音楽実験番組（2020年9月29日 - 2021年12月24日）
- クラシック
  - 音楽夜話（1959年1月10日 - 1962年3月31日）
  - 芸術劇場（1959年1月11日  - 1972年4月2日，1982年4月11日 - 2011年3月4日）
  - テレビ・シンフォニー・コンサート（1960年 - ）
  - テレビ芸能ジャーナル（1961年4月9日 - 1962年4月1日）
  - 舞踊ホール（1961年4月15日 - 1963年3月16日、1964年4月11日 - 1965年3月13日）
  - 音楽の歴史（1963年4月5日 - 1965年4月4日）
  - 世界の音楽（1963年4月6日 - 1964年2月22日）
  - NHK交響楽団演奏会（1967年 - ）
  - NHK劇場（1975年4月13日 - 1982年4月4日）
  - テレビコンサート（1976年 - ）
  - N響アワー（1980年4月26日 - 2012年3月25日）
  - 土曜の夜はオーケストラ（1995年4月29日 - 1999年1月30日）
  - 日曜日のシンフォニー（1999年5月30日 - 2000年10月29日）
  - 思い出の名演奏（2003年6月29日 - 2011年2月5日）
  - オーケストラの森（2006年4月30日 - 2012年3月11日）
  - スコラ 坂本龍一 音楽の学校（2010年4月3日 - 2014年3月27日）
  - ららら♪クラシック（2012年4月8日 - 2021年3月26日）

## 伝統芸能

### 放送中
- 日本の話芸（1991年4月5日 - ）
- 古典芸能への招待（2011年5月1日 - ）
- 芸能きわみ堂（2023年4月7日 - ）
- NHK講談大会
- NHK東西浪曲大会

### 放送終了
- 古典芸能鑑賞（1962年4月9日 - 1970年3月29日）
- 芸能鑑賞（1965年 - ）
- NHK劇場（1975年 - ）
- 邦楽まわり舞台（1976年 - ）
- 邦楽百選（1982年 - ）
- 芸能花舞台（1988年4月8日 - 2011年3月24日）
- 日本の伝統芸能（1990年4月7日 - 2011年3月）
- 歌舞伎その魅力（1992年 - ）
- いろはに邦楽（2002年4月1日 - 2009年3月25日）
- 劇場への招待（2003年4月27日 - 2011年3月25日）
- にっぽんの芸能（2011年4月1日 - 2022年4月1日）
- 新・にっぽんの芸能（2022年4月8日 - 2023年3月31日）
- NHK古典芸能鑑賞会

## 歴史

### 放送中
- 偉人の年収 How much?（2023年4月3日 - ）

### 放送終了
- 日本の歴史（1959年1月10日 - 4月4日）
- 文明の起源（1960年4月6日 - 9月28日）
- 古代の日本（1960年10月5日 - 1961年3月29日）
- 歴史の窓から（1961年4月5日 - 1962年3月28日）
- さかのぼり日本史（2011年3月29日 - 2013年3月26日）

## 美術

### 放送中
- 日曜美術館（1976年4月11日 - 1997年3月30日、2009年4月5日 - ）
- 美の壺（2006年4月7日 - ） BS
- MIXびじゅチューン!（2013年8月11日 - ）
- びじゅチューン!（2022年4月14日 - ）

### 放送終了
- 日本の美術（1959年1月 - ）
- 世界の美術家（1960年 - ）
- テレビ美術館（1961年 - ）
- 日本の美（1962年6月9日 - 1964年1月4日）
- 新日曜美術館（1997年4月6日  - 2009年3月22日）
- 国宝探訪（2000年4月1日 - 2003年4月5日）
- 美と出会う（2001年4月7日 - 2003年4月5日）
- 世界美術館紀行（2003年4月12日 - 2006年3月31日）
- ミューズの微笑み（2007年7月29日 - 2010年12月18日）
- no,art no,life（2020年1月7日 - ）

## 福祉

### 放送中
- NHKみんなの手話（1990年4月2日 - ）
- 週間手話ニュース（1995年4月8日 - ）
- NHK手話ニュース（1996年4月1日 - ）
- NHK手話ニュース845（1997年4月7日 - ）
- こども手話ウイークリー（1998年4月10日 - ）
- ワンポイント手話（1998年4月22日 - 2022年4月1日、2024年4月15日）
- ハートネットTV（2012年4月2日 - ）
- toi-toi（2025年4月3日 - ） - 大阪放送局制作

### 放送終了
- テレビろう学校（1961年4月15日 - 1981年4月3日）
- ことばの治療教室（1966年4月9日 - 1982年4月2日）
- 社会福祉の時間（1971年4月10日 - 1973年4月2日）
- 福祉の時代（1973年4月9日 - 1984年3月31日）
- 聴力障害者の時間（1977年4月8日 - 1996年3月31日）
- お達者くらぶ（1980年4月7日 - 1988年4月1日）
- 障害幼児とともに（1981年4月10日 - 1984年3月30日）
- ことばの教育相談（1982年4月8日 - 1984年3月31日）
- こどもの発達相談（1984年4月4日 - 1993年3月30日）
- あすの福祉（1984年4月6日 - 1996年3月28日）
- シルバーシート（1984年4月7日 - 1991年3月29日）
- 人間いきいき（1985年4月5日 - 1988年3月18日）
- いきいきセカンドらいふ（1988年4月4日 - 1990年3月30日）
- 妻と夫の実年時代（1988年4月8日 - 1990年3月18日）
- さわやかくらぶ（1990年4月2日 - 1991年3月29日）
- 聴覚障害者のみなさんへ（1990年4月2日 - 2004年4月4日）
- 社会福祉セミナー（1991年4月3日 - 1993年3月31日）
- 悠々くらぶ（1991年5月4日 - 1994年4月3日）
- こどもの療育相談（1993年4月6日 - 2000年3月23日）
- すこやかシルバー介護（1993年4月7日 - 2000年3月28日）
- 週刊ボランティア（1994年4月8日 - 1999年3月5日）
- 私の定年戦略（1995年4月8日 - 1996年3月30日）
- ワンポイント福祉（1996年4月1日 - 1998年3月24日）
- 共に生きる明日（1996年4月4日 - 1999年4月1日）
- 列島 福祉リポート（1997年4月7日 - 1999年2月22日） - 大阪放送局制作
- ワンポイント介護（1998年4月6日 - 2022年3月29日）
- シルバー人生塾（1999年4月5日 - 2000年3月27日）
- ボランティアまっぷ（1999年4月8日 - 2000年3月30日）
- きらっといきる（1999年4月7日 - 2012年3月30日） - 大阪放送局制作
- にんげんゆうゆう（2000年4月3日 - 2003年3月27日）
- ボランティアにっぽん（2001年4月7日 - 2002年3月30日）
- 福祉ネットワーク（2003年4月7日 - 2012年3月8日）
- ろうを生きる 難聴を生きる（2004年4月10日 - 2022年3月26日）
- ハートをつなごう（2006年4月24日 - 2012年3月1日）
- 団塊スタイル（2012年4月6日 - 2017年3月31日）
- バリバラ〜障害者情報バラエティー〜（2012年4月6日 - 2025年3月13日）  - 大阪放送局制作

## 産業

### 放送中
現在は該当番組なし。

### 放送終了
- 農業講座（1959年1月 - ）
- 基礎技術講座（1959年1月 - ）
- 商業講座（1959年1月 - ）
- 工場管理講座（1959年 - ）
- 職業展望（1959年 - ）
- 農機具講座（1960年4月4日 - 1961年3月27日）
- これからの工場（1960年4月5日 - 1961年3月28日）
- 村のくらし（1960年4月6日 - 1962年3月28日）
- 栄える商店（1960年4月7日 - 1963年3月31日）
- やさしい経済教室（1960年4月10日 - 1962年4月1日）
- 産業映画教室（1960年 - ）
- 経営ゼミナール（1960年9月 - 1962年3月）
- 農業教室（1961年 - ）
- 産業の課題（1961年 - ）
- 中小企業診断（1962年 - ）
- 現代の経営（1963年4月6日 - 1968年3月31日）
- 新しい中小企業（1963年4月6日 - 1965年4月3日）
- 日本の産業（1964年 - ）
- これからの中小企業（1965年4月5日 - 1969年4月5日）
- あすの村づくり（1965年 - ）
- 商店経営（1968年4月7日 - 1983年4月2日）
- 経営新時代（1969年4月7日 - 1976年4月3日）
- 現代の農業（1976年4月5日 - 1980年4月5日）
- あすの経営（1976年4月5日 - 1980年3月30日）
- サラリーマンライフ（1976年4月11日 - 1985年3月30日）
- 農業新時代（1980年4月7日 - 1984年3月29日）
- 中堅企業リポート（1980年4月11日 - 1982年3月26日）
- ビジネス展望（1980年4月12日 - 1982年4月3日）
- 漁業新時代（1982年4月9日 - 1984年3月30日）
- ビジネスネットワーク（1982年4月10日 - 1985年3月30日）
- 商業専科（1983年4月9日 - 1984年3月31日）
- あすの資源（1983年4月10日 - 1984年4月1日）
- 新・商業経営（1984年4月2日 - 1986年3月31日）
- 新・漁業経営（1984年4月6日 - 1986年4月4日）
- 新・農業経営（1984年4月10日 - 1986年3月25日）
- 資源情報'84（1984年4月7日 - 1985年3月30日）
- 新・サラリーマンライフ（1985年4月7日 - 1986年4月6日）
- 商業セミナー（1986年4月7日 - 1989年3月27日）
- 農業セミナー（1986年4月8日 - 1989年3月16日）
- 漁業セミナー（1986年4月11日 - 1989年3月17日）
- ビジネスウィークリー（1986年4月13日 - 1988年4月3日）
- 産業セミナー（1989年4月5日 - 1990年3月19日）
- 産業情報（1990年4月7日 - 1993年4月4日）
- 21世紀ビジネス塾（2000年4月1日 - 2005年4月1日）
- あしたをつかめ 平成若者仕事図鑑（2004年4月5日 - 2012年3月29日）
- ビジネス未来人（2005年4月8日 - 2008年3月9日）
- めざせ!会社の星（2008年4月5日 - 2013年3月30日）
- 出社が楽しい経済学（2009年1月10日 - 2009年12月10日）
- 資格☆はばたく（2011年3月30日 - 2012年3月21日）
- 仕事学のすすめ（2010年4月1日 - 2013年3月28日）
- 資格☆はばたく（2011年3月31日 - 2012年3月29日）
- オイコノミア（2012年4月3日 - 2018年3月21日）
- Good Job! 会社の星（2013年4月3日 - 2014年3月26日）
- シリーズ 欲望の経済史（2018年1月5日 - 3月23日）
- 芸人先生（2018年4月2日 - 2020年8月18日）
- とまどい社会人のビズワード講座（2023年4月6日 - 2024年3月7日）

## 教養

### 放送中
- こころの時代（1982年4月11日 - ）
- サイエンスZERO（2003年4月9日 - ）
- 100分de名著（2011年3月30日 - ）
- 先人たちの底力 知恵泉（2013年4月2日 - ）
- SWITCHインタビュー 達人達（2013年4月6日 - ）
- ふるカフェ系 ハルさんの休日（2016年4月6日 - ）
- ねほりんぱほりん（2016年10月5日 - ）
- ねこのめ美じゅつかん（2021年3月15日 - ）
- はなしちゃお!〜性と生の学問（2022年1月28日 - ）
- 夏井いつきのよみ旅!（2022年4月6日 - ）
- NHK ACADEMIA（2022年4月26日 - ）
- 最後の講義（2023年5月3日 - ）
- ニュー試（2023年7月1日 - ）
- 3か月でマスターする（2024年4月3日 - ）
- わたしの日々が、言葉になるまで（2025年4月5日 - ）

### 放送終了
- 日本の文学（1959年1月 - ）
- NHK日曜大学（1959年1月 - ）
- 日本の地理（1959年4月 - ）
- 心のはたらき（1959年10月 - ）
- 日本の頭脳（1959年10月 - ）
- 世界と日本（1959年10月 - ）
- 国語研究室（1959年 - ）
- マス・コミ入門（1959年10月11日 - 1960年1月3日）
- 日曜見学（1959年 - ）
- 今日の世界（1960年 - ）
- 現代の世界（1961年 - ）
- 教養特集（1962年4月2日 - 1978年3月25日）
- 宗教の時間（1962年4月8日 - 1982年4月4日）
- 文芸ジャーナル（1962年4月14日 - 1964年4月4日）
- 大学通信講座（1965年4月11日 - 1966年4月3日）
- 大学講座（1966年4月4日 - 1982年4月3日）
- 市民大学講座（1970年4月7日 - 1976年3月25日）
- NHK文化シリーズ（1976年4月5日 - 1982年3月13日）
- 話題を追う（1978年4月3日 - 1979年3月12日）
- インタビュールーム（1978年4月4日 - 1979年3月13日）
- 昭和回顧録（1978年4月5日 - 1981年3月11日）
- わたしの自叙伝（1978年 - ）
- 構成討論（1979年4月2日 - 1980年3月10日）
- 新ニッポン日記（1979年 - ）
- オピニオン（1980年 - ）
- ふるさとの証言（1981年 - ）
- いま、この人に（1981年 - ）
- NHK市民大学（1982年4月5日 - 1990年3月30日）
- 訪問インタビュー（1982年4月5日 - 1985年3月21日）
- NHK教養セミナー（1982年4月5日 - 1985年3月28日）
- ビッグ対談（1985年4月6日 - 1988年3月5日）
- 対論・時代を読む（1988年 - ）
- NHKウィークエンドセミナー（1990年 - ）
- 土曜フォーラム（1990年4月7日 - 1995年4月1日、2003年4月12日 - 2007年3月31日）
- ひとを語る「わたしと○○」（1991年 - ）
- NHK人間大学（1992年4月6日 - 1999年4月1日）
- ことばは変わる（1992年 - ）
- ことばてれび（1994年 - ）
- 金曜フォーラム（1995年4月7日 - 2003年4月4日）
- 未来潮流（1996年4月6日 - 1999年4月3日）
- 達人たちの玉手箱（1996年 - ）
- ステージドア（1996年 - ）
- シャルル・デュトワの若者に贈る音楽事典（1999年3月22日 - 2000年3月25日）
- NHK人間講座（1999年4月5日 - 2005年3月30日）
- ふるさと日本のことば（2000年4月9日 - 2001年3月25日）
- 土曜プレミアム（2000年 - ）
- 日本語歳時記 大希林（2002年6月1日 - 2005年3月26日）
- 日本語なるほど塾（2004年4月9日 - 2006年3月30日）
- 知るを楽しむ（2005年4月4日 - 2010年3月25日）
- ことばおじさんのナットク日本語塾（2006年4月3日 - 2010年3月19日）
- しばわんこの和のこころ（2006年4月7日 - 2008年3月28日）
- 日曜フォーラム（2007年4月15日 - 2010年3月21日）
- マイロード（2008年4月5日 - 6月21日）
- 佐野元春のザ・ソングライターズ（2009年7月4日 - 2012年12月21日）
- グラン・ジュテ 私が跳んだ日（2009年10月3日 - 2013年3月30日）
- こだわり人物伝（2010年3月31日 - 7月21日）
- あぁ!言い違いすれ違い（2010年4月1日 - 1月27日）
- 愛の劇場〜男と女はトメラレナイ〜（2010年4月2日 - 2010年9月17日）
- ハーバード白熱教室（2010年4月4日 - 2010年6月20日、WGBH制作）
- Q〜わたしの思考探究（2011年1月8日 - 3月26日）
- スーパープレゼンテーション（2012年4月2日 - 2018年3月29日）
- 課外授業 ようこそ先輩（2012年4月28日 - 2016年4月1日）
- ユーミンのSUPER WOMAN（2012年7月6日 - 9月28日）
- 亀田音楽専門学校（2013年10月3日 - 2016年1月28日）
- みんなの2020バンバンジャパーン!（2017年4月28日 - 2019年3月30日）
- やまと尼寺 精進日記（2017年4月30日 - 2020年3月22日）
- 人間ってナンだ? 超AI入門（2017年10月6日 - 2019年6月19日）
- ダイアモンド博士の“ヒトの秘密”（2018年1月5日 - 2018年3月23日）
- 又吉直樹のヘウレーカ!（2018年4月4日 - 2021年3月24日）
- 世界の哲学者に人生相談（2018年4月5日 - 2020年9月17日）
- ろんぶ〜ん（2018年10月4日 - 2019年3月21日）
- ターシャの森から（2021年3月28日 - 2023年3月13日）
- ズームバック×オチアイ（2021年4月2日 - 6月11日）
- リフォーマーズの杖（2021年10月17日 - 2023年2月27日）
- ロッチと子羊（2022年4月7日 - 2024年3月21日）
- 言葉にできない、そんな夜。（2022年4月8日 - 2023年8月1日）
- 理想的本箱 君だけのブックガイド（2024年4月6日 - 2024年9月28日）

## 育児・教育

### 放送中
- まいにちスクスク（2002年4月1日 - ）
- すくすく子育て（2003年4月11日 - ）
- ハロー!ちびっこモンスター（2022年4月6日  - ）
- おとなりさんはなやんでる。（2023年4月29日 - ）

### 放送終了
- 母親から教師から（1959年1月10日 - 1965年4月3日）
- 教師の時間（1959年1月10日 - 1985年3月26日）
- こどもの心（1959年2月12日 - 1960年3月31日）
- おかあさんの勉強室（1965年4月5日 - 1990年3月16日）
- 十代の教育相談（1979年4月6日 - 1982年）
- 育児カレンダー（1990年4月2日 - 1992年4月3日）
- すくすく赤ちゃん（1992年4月6日 - 1999年4月3日）
- 教育トゥデイ（1996年4月27日 - 2002年3月21日）
- メディアと教育（1997年4月12日 - 1998年3月7日）
- 教育フォーカス（2002年4月4日 - 2003年3月27日）
- すくすくネットワーク（1999年4月9日 - 2003年4月6日）
- わくわく授業 わたしの教え方（2003年4月10日 - 2008年3月9日）
- 学校デジタル羅針盤（2004年4月9日 - 2006年3月17日）
- 教育TV SHOWケース（2006年4月14日 - 2007年3月16日）
- 親と子のTVスクール（2004年4月10日 - 2008年3月16日）
- 土よう親じかん（2008年4月5日 - 2009年3月14日）
- となりの子育て（2009年4月4日 - 2011年3月26日）
- エデュカチオ!（2013年4月27日 - 2015年3月7日）
- ウワサの保護者会（2015年4月2日 - 2022年3月26日）

## 趣味

### 放送中
- テレビ体操（1982年4月5日 - ）
- 趣味の園芸（1984年4月6日 - ）
- NHK短歌（2005年4月2日 - ）
- NHK俳句（2005年4月9日 - ）
- 趣味の園芸 やさいの時間（2008年4月4日 - ）
- NHK杯テレビ将棋トーナメント（2011年4月3日 - ）
- NHK杯テレビ囲碁トーナメント（2011年4月3日 - ）
- 将棋フォーカス（2012年4月8日 - ）
- 囲碁フォーカス（2012年4月8日 - ）
- ソーイング・ビー（2019年10月3日 - ）
- 明日から使える（2025年3月31日 - ）
- 心おどる（2025年4月1日 - ）

### 放送終了
- 技能講座（1959年1月16日 - 1981年3月31日）
- テレビ自動車学校（1959年4月10日 - 1969年3月30日）
- 楽しい工作（1959年 - ）
- 絵画教室（1959年10月10日 - 1965年4月4日）
- アマチュア無線講座（1960年 - ）
- テレビでおけいこ（1960年 - ）
- 職業技能講座（1961年 - ）
- ピアノのおけいこ（1962年4月2日 - 1983年3月28日）
- 趣味講座（1962年4月2日 - 1964年3月29日）
- そろばん教室（1962年4月4日 - 1968年3月28日）
- バイオリンのおけいこ（1962年7月2日 - 1983年3月29日）
- NHK杯争奪トーナメント（1962年10月7日 - 1963年1月3日）
- みんなのコーラス（1965年4月10日 - 1966年4月2日）
- ギター教室（1966年4月8日 - 1973年3月30日）
- コンピューター講座（1969年4月13日 - 1976年4月4日）
- フルート教室（1971年4月8日 - 1973年3月29日）
- フルートとともに（1973年4月5日 - 1982年3月31日）
- ギターをひこう（1973年4月6日 - 1984年3月28日）
- 囲碁将棋の時間（1975年4月13日 - ）
- 将棋の時間（1977年4月10日 - 2011年3月27日）
- 囲碁の時間（1977年4月10日 - 2011年3月27日）
- 趣味・技能講座（1980年4月7日 - 1981年3月31日）
- 三味線のおけいこ（1980年4月11日 - 1984年3月30日）
- 趣味講座（1981年4月6日 - 1990年3月30日）
- リコーダーとともに（1982年4月6日 - 1983年3月22日）
- 箏のおけいこ（1982年4月8日 - 1984年3月29日）
- 尺八のおけいこ（1982年4月15日 - 1983年3月24日）
- ピアノとともに（1983年4月4日 - 1984年3月26日）
- バイオリンのABC（1983年4月5日 - 1984年3月27日）
- 趣味百科（1990年4月2日 - 1997年4月3日）
- 短期集中講座（1990年4月2日 - 1991年3月28日）
- おしゃれ工房（1993年4月5日 - 2010年3月24日）
- 20歳の趣味講座（1995年4月8日 - 1996年3月23日）
- 熱中ホビー百科（1996年4月5日 - 1999年4月2日）
- 趣味悠々（1997年4月7日 - 2010年3月25日）
- スーパーピアノレッスン（2005年4月5日 - 2010年3月19日）
- スーパーバレエレッスン（2006年12月5日 - 2010年12月24日）
- 趣味の園芸ビギナーズ（2008年4月6日 - 2016年3月27日）
- ○○の国の王子様（2008年7月5日 - 2009年6月27日）
- 趣味工房シリーズ（2010年3月 - 2012年3月）
  - チャレンジ!ホビー
  - 中高年のためのらくらくパソコン塾
  - 中高年のためのらくらくデジタル塾
  - 直伝 和の極意
  - あなたもアーティスト
- きれいの魔法（2010年3月30日 - 2013年3月30日）
- スーパーオペラレッスン（2011年1月7日 - 2011年3月21日）
- スーパーフラワーレッスン（2011年4月2日 - 2011年10月1日）
- 俳句王国（2011年3月28日 - 2012年3月26日） - 松山放送局制作、BS2から移設。
- 将棋講座（2011年4月3日 - 2012年3月18日）
- 囲碁・将棋フォーカス（2011年4月3日 - 2012年3月18日）
- 囲碁講座（2011年4月3日 - 2012年3月18日）
- 趣味Do楽（2012年4月2日 - 2015年3月25日）
- 俳句王国がゆく（2012年4月8日 - 2021年2月28日） - 松山放送局制作
- ガールズクラフト（2014年4月2日 - 2021年3月26日）
- 趣味どきっ!（2015年3月30日 - 2025年3月27日）
- 趣味の園芸グリーンスタイル（2016年4月3日 - 2018年4月1日）
- ポップイン!クラフト（2021年4月2日 - 2024年3月31日）
- 小さなミニチュア鉄道の大冒険（2022年12月8日 - 2023年2月21日）

## 生活情報

### 放送中
- きょうの料理（1957年11月4日 - ）
- きょうの料理ビギナーズ（2007年4月2日 - ）
- グレーテルのかまど（2011年10月8日 - ）
- 365日の献立日記（2019年4月2日 - ）
- ブリティッシュ・ベイクオフ（2022年1月17日 - ）
- おむすびニッポン（2022年3月1日 - ）
- 財前直見の暮らし彩彩（2023年4月9日 - ）
- 小雪と発酵おばあちゃん（2023年4月16日 - ）

### 放送終了
- 生活の設計（1958年 - ）
- 婦人学級（1961年4月15日 - 1971年3月29日）
- くらしの経営学（1962年 - ）
- リビングナウ（1990年 - ）
- 今夜もあなたのパートナー（1999年4月5日 - 2006年4月1日）
- まる得マガジン（2003年4月7日 - 2024年3月28日）
- 住まい自分流 〜DIY入門〜（2005年4月8日 - 2009年3月27日）
- 住まい自分流（2009年3月30日 - 2011年3月24日）
- 住まい自分流アルファ（2009年4月5日 - 2011年3月26日）
- ごちそんぐDJ（2015年3月30日 - 2023年3月29日）
- レイチェルのキッチンノート（2018年10月8日 - 2019年2月11日）
- ボクを食べないキミへ〜人生の食敵〜（2024年10月5日 - ）

## 時事・報道

### 放送中
- 視点・論点（1994年4月4日 - ）
- TVシンポジウム（2010年4月25日 - ）

### 放送終了
- 日本の課題（1959年1月 - ）
- ニュース展望（1960年 - ）
- 今日の課題（1960年 - ）
- 私たちの町と村（1960年 - ）
- 私たちの政治読本（1960年10月3日 - 1961年3月27日）
- テレビコラム（1978年4月3日 - 1991年3月29日）
- 解説委員室（1990年4月2日 - 1994年4月1日）
- メディアは今（1994年4月28日 - 1997年3月20日）
- 福島をずっと見ているTV（2011年6月3日 - 2017年3月27日）
- 新世代が解く!ニッポンのジレンマ（2012年1月1日 - 2019年3月31日）
- シンサイミライ学校（2012年3月11日 - 2014年3月8日）

## ドキュメンタリー

### 放送中
- 地球ドラマチック（2004年4月8日 - ）
- ネコメンタリー 猫も、杓子も。（2017年3月26日 - ）
- ドキュランドへようこそ（2018年4月6日 - ）
- 子育て まち育て 石見銀山物語（2023年5月14日 - ）

### 放送終了
- 現代の記録（1962年4月7日 - 1964年4月4日）
- 世界の窓（1965年4月11日 - 1970年4月5日）
- 教育記録映画（1967年4月30日 - 1970年3月1日）
- 海外ドキュメンタリー（1982年10月16日 - 2000年3月31日）
- ふるさとの伝承（1995年4月9日 - 1999年3月14日） - NHKラジオ放送開始70周年記念番組
- 知への旅（1996年4月6日 - 1999年4月3日） - 海外制作番組
- 日本 映像の20世紀（1999年4月10日 - 2000年3月25日）
- ドキュメント地球時間（2000年4月7日 - 2003年4月4日）
- 21人の輪（2011年6月4日 - 2012年4月8日）
- 課外授業 ようこそ先輩（2012年4月28日 - 2016年4月1日）
- 人生デザイン U-29（2014年3月31日 - 2018年3月27日）

## 自然

### 放送中
- ミクロワールド（2004年4月10日 - ）
- ギョギョッとサカナ★スター（2022年4月8日 - ）
- ウチのどうぶつえん（2022年4月29日 - ）

### 放送終了
- 動物ものがたり（1959年1月17日 - 6月27日）
- 植物の生態（1959年 - ）
- テレビ昆虫記（1959年7月4日 - 12月26日）
- 動物の生態（1959年 - ）
- ミクロの世界（1980年9月2日 - 1990年3月16日）
- 地球ロマン（1995年4月5日 - 1999年3月31日）
- アッテンボローの鳥の世界（2000年 - ）
- 香川照之の昆虫すごいぜ!（2016年10月10日 - 2022年8月11日）

## 科学情報

### 放送中
- サイエンスZERO（2003年4月9日 - ）

### 放送終了
- くらしの科学（1959年1月13日 - 1960年3月29日，1962年4月7日 - 1963年3月30日）
- 電気のはたらき（1959年1月15日 - 4月2日）
- 科学の話題（1959年1月16日 - 1960年4月1日）
- 生物の進化（1959年1月 - ）
- 宇宙の構造（1959年1月 - ）
- 原子の世界（1959年4月 - ）
- 電子のはたらき（1959年4月 - ）
- 機械のしくみ（1959年7月 - ）
- 化学の世界（1959年10月6日 - 1960年3月29日）
- 写真の科学（1959年10月8日 - 12月24日）
- 地球の科学（1960年1月 - ）
- 動力機関の発達（1960年1月 - ）
- テレビ科学館（1960年1月9日 - 1961年4月1日）
- 生物の科学（1960年 - ）
- 地球と太陽（1960年 - ）
- 科学技術のあゆみ（1960年 - ）
- 現代化学講座（1960年 - ）
- 人間の科学（1961年 - ）
- 自然科学入門（1961年 - ）
- 新しい化学（1961年 - ）
- テレビ実験室（1961年4月9日 - 1965年4月4日）
- 世界の科学（1962年 - ）
- 科学の歴史（1963年 - ）
- みんなの科学（1963年4月7日 - 1980年3月28日）
- 20世紀の科学（1964年 - ）
- 現代科学講座（1965年4月10日 - 1969年3月）
- 現代の科学（1969年4月7日 - 1972年3月）
- にっぽん名物研究室（1995年 - ）
- サイエンスアイ（1996年4月6日 - 2002年3月30日）
- バビブベボディ（2020年4月4日 - 2023年12月29日）
- 魔改造の夜 技術者養成学校（2022年4月6日 - 5月25日）

## 生活科学

### 放送中
- きょうの健康（1988年4月4日 - ）
- チョイス@病気になったとき（2013年4月6日 - ）
- ヴィランの言い分（2023年4月8日 - ）

### 放送終了
- くらしの科学（1959年1月13日 - 1960年3月29日、1962年4月7日 - 1963年3月30日）
- 今日の医学（1959年1月14日 - ）
- 数のふしぎ（1961年 - ）
- くらしの数学（1961年 - ）
- 安全の科学（1964年 - ）
- テレビ気象台（1981年4月10日 - 1984年3月16日）
- 健康クリニック（1982年 - ）
- わたしの健康ライフ（1991年4月6日 - 1992年4月3日）
- きょうの健康Q&A（2003年4月11日 - 2011年3月25日）
- ここが聞きたい!名医にQ（2008年4月5日 - 2013年3月30日）
- すイエんサー（2009年3月31日 - 2023年3月27日）

## スポーツ

### 放送中
- 長野オリンピック記念長野マラソン（4月）
- 全国高等学校総合体育大会（一部種目）
- 全日本テニス選手権（シングルス決勝戦）
- オリンピック中継（オリンピック期間中、総合テレビ側との提携）
- パラリンピック中継（総合テレビ側もパラリンピック中継をする。NHK日本語センター専属アナウンサーによる副音声解説放送あり。総合テレビでは字幕放送も追加）
- アジア競技大会中継（アジア競技大会期間中、総合テレビ側との提携）
- アマチュア野球
  - 選抜高等学校野球大会 （3月 - 4月、総合テレビ側との連携）
  - 全国高等学校野球選手権大会・都道府県予選決勝 （7月、総合テレビ側との連携。ただし、各都道府県・地域ローカル）
  - 全国高等学校野球選手権大会 （8月、総合テレビ側との連携）
  - 全日本大学野球選手権大会・決勝戦 （年度・状況により総合テレビ側と入れ替え）
  - 東京六大学野球・早慶戦 （年度・状況により総合テレビ側と入れ替え）
  - 社会人野球日本選手権大会・決勝戦 （年度・状況により総合テレビ側と入れ替え）
- 大学ラグビー

### 放送終了
- 体育教室（1959年1月15日 - 1961年3月30日）
- 体育講座（1961年4月6日 - 1962年3月29日）
- テレビスポーツ教室（1962年4月8日 - 2017年4月2日）
- NHK少年野球教室（1985年 - 1990年）
- ライスボウル（ - 2011年）  - 2012年からBS1で放送
- 2020TOKYO みんなの応援計画（2016年9月30日 - 2017年3月31日）

## 大型特集番組

### 放送中
- ETV特集（1993年4月5日 - 2000年3月30日、2004年4月10日 - ）

### 放送終了
- ETV8（1985年4月1日 - 1990年3月30日）
- 現代ジャーナル（1990年4月2日 - 1993年3月10日）
- 教育テレビスペシャル（1992年4月9日 - 1993年3月11日）
- ETVカルチャースペシャル（1999年4月10日 - 2000年3月25日）
- ETV200○（2000年4月3日 - 2003年3月13日）
- ETVスペシャル（2003年4月12日 - 2004年3月20日）

## 広報
- ETVガイド（2001年4月7日 - 2004年4月2日）
- ビタミンETV（2007年4月7日 - 2009年3月27日）

## Eテレ3（023ch）

### 放送終了
- NHK高校講座ライブラリー（2000年10月3日 - 2023年9月15日）
- JAPAN BIZ CAST
- Your Japanese Kitchen
- TOKYO EYE

## その他

### 放送中
- Eテレ0655（2010年3月29日 - ）
- Eテレ2355（2010年3月29日 - ）
- Eテレフリーゾーン（2011年 - ）
- Eテレセレクション（2013年4月7日 - ）
- おとなのEテレタイムマシン（2024年4月2日 - ）
- みるラジオ（2024年4月26日 - ）
- 土曜の夜は、もっとEテレ。（2024年 - ）
- ★Nスペ 5min - 番組宣伝番組 G
- 安否情報 - 災害時の報道特別番組と同時に放送
- 避難者情報

### 放送終了
- 長時間討論（1976年4月24日 - 1980年2月23日）
- 世界名画劇場（1976年8月2日 - 2003年3月23日）
- NHKライブラリー選集（1985年4月13日 - 1987年2月21日）
- アジア映画劇場（1991年4月21日 - 2000年3月19日）
- ETVライブラリー（2000年4月8日 - 2006年4月3日）
- シネマ・フロンティア（2000年4月16日 - 2002年3月17日）
- ワンセグとくせん（2009年3月31日 - 2010年3月26日）
- Eテレアーカイブス（2012年4月7日 - 2013年3月23日）
- 国会中継 - 総合テレビが台風・災害・地震時の緊急報道で放送できない場合に限り臨時で放送